# '90長崎旅博覧会
'90長崎旅博覧会（ながさきたびはくらんかい、英語: The Journey Exposition Nagasaki 1990）は、1990年（平成2年）に長崎県長崎市を中心に開催された地方博覧会。
通称は「旅博（たびはく）」。

## 概要
目的
地域活性化を目的として、長崎県・長崎市・商工会議所の主催により、「旅することで完成する博覧会」の主旨で開催された博覧会である。本来は長崎市の市制100周年に当たる1988年（昭和63年）にそれを記念して開催するはずであったが、道路整備や博覧会用地確保等の事情により同年中の開催は見送られた。
開催期間
1990年（平成2年）8月3日から11月4日までの94日間
開館時間
- 8月3日から9月16日 - 午前10:00から午後9:00まで
- 9月16日から11月4日 - 午前10:00から午後8:00まで

入場料（当日・一般）
大人2,500円、高校生1,650円、中学生・小学生1,340円、幼児（3歳以上）520円
総入場者数
目標の150万人を超える、188万8997人であった。なお、この数字は松が枝・グラバー園・孔子廟3会場の入場者数を合計したもので、1人が3会場を回る可能性が考慮されていないとする見方もある。

## 広報
シンボルマーク
長崎の伝統芸能である龍踊り（じゃおどり）をもとに「旅」（tabi）の「t」と長崎（nagasaki）の「n」、開催年の「1990」を青色で表現している。佐世保市のデザイナー、松尾廣美による作品。
イメージキャラクター
「旅人（たびと）くん」- 南蛮服を身にまとい、帽子をかぶっている。羅針盤の上に立ち、手には望遠鏡を持ちそれをのぞき込んでいる。大阪市のデザイナー、桜井泰雄による作品で、愛称は公募により選ばれた。
キャンペーンソング
- 「私ここにいます」（作詞:岩谷時子 / 作曲:井上大輔 / 編曲:柳田ヒロ / 歌:ひ・ま・わ・り）
- 「みんな長崎を愛してる」（作詞:松原一成 / 作曲:大鋳武則 / 歌: ZINM（ジンム））
- 「星屑俱楽部」（作詞・作曲:さだまさし）
- 「旅博音頭」（作詞:西川孝雄 / 作曲:小沢直与志 / 歌:小杉真貴子 / 振付:中山義夫）

コマーシャル
- 「私ここにいます」（制作:関口菊日出）- 長崎出身の女優坂上香織が出演。

ポスター
長岡秀星の作品が採用された。

## 会場・施設
松が枝国際観光埠頭・グラバー園・孔子廟の3箇所であった。その他、シーボルト記念館・長崎市立博物館・長崎国際文化会館・長崎県立美術博物館の4館と、市内7ゾーンの回遊方式がとられた。

### 松ヶ枝会場
- 長崎ストーリー館 - なんばんやかた、オランダ屋敷、幕末近代館、みなとタイムツアー館
- 9つのパビリオン
  - 三菱未来館
  - 日立グループ館
  - NTT館
  - JR九州館
  - NECパワーボックス
  - 富士通電脳遊園地
  - Panasonic館
  - クイズアドベンチャー田崎真珠館
  - ハーバータウン電力館（九州電力）
- スカイタワー - 前年に名古屋で開催された世界デザイン博覧会のパロマタワーを移設した回転昇降式のタワー。
  - 100人乗り。速度45m/分。100mまで回転上昇。昇降時間約6分。
  - 1階部分にはユニセフブースや長崎旅博覧会郵便局、FMイベント放送局（FM FISH 76.5、長崎オランダ村グループによる運営）が設置されていた。
  - 博覧会終了後も運営していたが、その後の観光客の減少から赤字続きとなったため、1996年（平成8年）に営業終了した後、1999年（平成11年）に解体された。
- ベルリンの壁（一部）の展示 - 長崎新聞社との協賛により展示された。
- イベント広場
  - 芸能人や楽団によるコンサートやショーが行われたり、長崎市の姉妹都市や長崎県内外の自治体による伝統芸能披露も行われた。
  - ソニーの大型カラー映像表示システム・ジャンボトロンが採用された。

### 夢と希望の体験エリア
- 旅博ターミナルプラザ（旧・長崎魚市跡地）
  - 子供を対象とした遊園地が設置された他、唐船「飛帆」が係留されたり、アマチュア無線特別局（8J6JEN）が開設された。

### 異国（西洋）のゾーン
- グラバー園 - ソビエト展示館・フランス展示館・アメリカ展示館・イギリス展示館・グラバー邸・内外クラブ展示館

### 異国（中国）のゾーン
- 孔子廟

### 賑わいのゾーン
- 銅座・浜の町、その周辺の界隈

### やすらぎのゾーン
- 興福寺・亀山社中

### であいのゾーン
- 中島川沿岸

### 愛と平和のゾーン
- 松山地区

### 憩いのゾーン
- 稲佐山野外ステージ

## 関連イベント
- 長崎県を9ブロックに分けた県全体を舞台とするイベントも企画された。
- JR九州の8620形蒸気機関車（現「SL人吉」）がイベント列車として長崎県内（長崎駅・早岐駅間 ※長与・大村経由）を走行した（1990年（平成2年）8月1日-5日）[3]。
- 協賛イベントツアーとして、コンコルドが長崎空港に飛来した（1990年（平成2年）9月2日）。

## 交通
シャトルバス
- 中央卸売市場（東長崎）・茂里町・油木町・川平町・時津南公園各地と松ヶ枝会場の間にシャトルバスが運行された。（時津南公園からの利用者はいなかった）
- JR九州長崎駅と松ヶ枝会場の間にリフト付きの福祉バスが運行された。
- 松ヶ枝会場・グラバー邸・孔子廟の3会場を結ぶ交通手段としてリフト付きの福祉タクシーが運行された。

シャトル電車
- 長崎電気軌道が松ヶ枝会場と松山町の「愛と平和のゾーン」の間を結ぶ路面電車（公会堂前経由大浦海岸通行き）を運行。

シャトルボート
- JR長崎駅裏の旅博ターミナルプラザ（旧・長崎魚市跡）から松ヶ枝会場前の常磐町岸壁の間にシャトルボート「あんぜらす号」が運行された。

## 開催に向けて
- 1985年（昭和60年）
  - 11月6日 - 高田勇長崎県知事、本島等長崎市長が共同で記者会見し、1988年（昭和63年）の夏から秋にかけて長崎港の東側沿岸部で「'88長崎国際博覧会」を開催する計画を明らかにする。
    - テーマは「『旅』海と心2001」で、キャッチフレーズは「ビードロ色の旅」。同日政財界・学識経験者・関係行政機関代表ら50名から成る「'88長崎国際博覧会委員会」（委員長:清島省三）が発足。
    - 長崎が持つ歴史的特性を生かし、21世紀への起爆剤と位置付け、長崎県と長崎市挙げての県内初の大イベントとして計画された。本島長崎市長は国際博1年後の1989年（昭和64年・平成元年）には長崎市制100年を迎え、落ち込んでいる経済の活性化にイベント開催の意義は大きいとした。
- 1986年（昭和61年）
  - 3月12日 - 本島市長、用地や交通対策に問題があるため博覧会の開催を2年以上延期するよう長崎県に要請。
  - 3月13日 - 高田県知事、当初の方針通り1988年（昭和63年）に開催したいと言明。
  - 4月7日 - 長崎国際博覧会の準備室が長崎県庁別館に開設される。県職員3名、市職員2名、県警と商工会議所が各1名の計7名で国際博の詳細な計画作成、出張パビリオンの勧誘にあたる。
  - 4月11日 - 会場は当初の20万km²より縮小得ざるをえないことが事務局より説明され、了承される。
  - 5月6日 - 長崎国際博覧会委員会総会、開催規模を当初計画の約半分の11万m²に縮小し、昭和63年に開催するという主催者側の修正案に同意。
    - この日をもって委員会は解散し、今後の運営母体を財団法人長崎国際博覧会協会にすることを決める。

  - 6月11日 - 長崎国際博覧会協会の設立総会が行われる。会長を高田勇（県知事）、副会長を本島等（市長）ら5名とする。
    - 開催経費は23億7,000万円と決まり、このうち長崎県と長崎市が各1億5,000万円、長崎商工会議所が1億円を負担。残りは各種団体からの協賛金、出展参加料、入場料収入でまかなうこととなった。

  - 8月27日 - 高田県知事、長崎国際博覧会の開催時期を1988年（昭和63年）から1990年（昭和65年、実際は平成2年）に延期する方針を固める。
    - 7月県議会定例会において、昭和63年開催に対し、市中心部の道路整備が間に合わず、交通まひは必至と批判が相次いだのがきっかけ。
    - また名称も当初の「長崎国際博覧会」を変更し、名称は公募することとした。（「国際博」という言葉を使用する際には「国際博覧会に関する条約」で2ヶ国以上の政府参加が必要と規定されており、当時の通産省も別の名称への変更が望ましいとしていた。）

  - 9月5日 - 長崎県知事より博覧会延期の説明と要請を受けた本島等長崎市長、長崎市議会において延期の方針を説明し、議会の了承を得る。
    - 延期の理由として「準備期間にゆとりができる」、道路（長崎自動車道・長崎バイパス）が整備される」、「長崎魚市跡地が利用できる」の3点があげられた。

  - 9月16日 - 長崎国際博覧会協会理事会、博覧会の開催を延期することを正式に決定。
  - 11月26日 - 長崎国際博覧会協会、博覧会を長崎県内全市町村総参加の博覧会とするため、各市町村の幹部職員からなる市町村専門委員会を発足。
    - 協会側は各市町村で関連の催しを企画し、特産品、観光ルートの開発で博覧会の客を県内全域に呼べるようにと要請。

  - 12月18日 - 博覧会の名称が「'90長崎旅博覧会」に決定。名称の公募には全国から3,550通の応募があり、「長崎旅博覧会」としたのは102通もあった。
- 1987年（昭和62年）
  - 2月2日 - 旅博開催期間を1990年（昭和65年、実際には平成2年）8月3日から11月4日までの94日間に決定。想定入場者数を150万人に設定。
  - 9月30日 - 主会場に予定していた長崎魚市場用地の使用を断念し、新たに海上に浮かべた台船を会場に取り入れるなどの代替案を決定。
    - 当初、長崎魚市跡地、長崎駅事業団用地、松が枝国際観光埠頭を主会場として計画を進めていたが、台風12号による新長崎漁港の被害で長崎魚市の移転が遅れるため、魚市跡地利用を断念せざるを得なかった。

  - 10月3日 - 長崎旅博覧会協会緊急理事会、海上変更を正式に決定。
  - 11月6日 - 長崎旅博覧会協会理事会、海上使用など主会場を松が枝地区に一本化したことに伴う修正基本計画を決定。
    - 主会場は松が枝国際観光埠頭（長崎エキゾチックショーケース）、埠頭に接岸した浮体会場（海のショーケース）、隣接するグラバー園（世界の旅ショーケース）で総面積は計6万6,000km²。
    - 映像パビリオン、シミュレーションシアター、イベント会場を設置。会場一体化のため、埠頭とグラバー園を結ぶギャラリー（高架回廊）を建設。
    - 市内会場は大浦天主堂や長崎新地中華街、平和公園などの観光スポットを軸に「異国」（西洋）、「異国」（中国）、「賑わい」、「やすらぎ」、「であい」、「愛と平和」、「想い」の7ゾーンに分ける。
- 1988年（昭和63年）
  - 4月21日 - 長崎旅博覧会大要が決定する。
  - 6月17日 - 長崎旅博覧会推進大会と推進会議結成総会が長崎市公会堂で開催される。
  - 6月22日 - 観光誘致と宿泊対策の専門委員会を設置。
- 1989年（平成元年）
  - 1月9日 - 長崎旅博覧会協会理事会、松が枝埠頭前に浮かべる台船計画をやめて、埠頭横に5,000m²の出島型会場を築き出し、開場時間の1時間繰り上げを正式に決定。
    - 出島型会場は旧出島の約3分の1の面積「長崎ストーリー館」とし、長崎県の歴史を展開するほか、県内各地の特産品販売コーナーを設けることとした。

  - 3月17日 - ミス旅博5名が選出される。
  - 3月20日 - 旅博覧会500日前を記念し、「旅博まつり」が長崎市民会館で開催される。
  - 8月 - 前売券の販売を開始。

## その他
- 博覧会実施中、大浦警察署内に「長崎旅博覧会現地警備本部」が設置された。
- 長崎自動車では、当時の経年車をシャトルバスに転用したことで、この年は通常9～10月（後半期車両の場合）に実施されてきた新車導入を、2～3か月ほど前倒ししている。また長崎県交通局では、当博覧会に備えて1988年に1回目の前中4枚折戸車の試験導入を実施している。
- さだまさしが旅博にむけて、私的に応援歌と題して『長崎から』を発表した。